# Elettromeccanica
L'elettromeccanica è il ramo della tecnica, a cavallo della meccanica e dell'elettrologia che studia e progetta i dispositivi che si avvalgono di questi principi. I dispositivi elettromeccanici sono stati e sono tuttora alla base del funzionamento di fondamentali settori tecnici della vita moderna: il sistema elettrico dalla produzione di energia elettrica all'uso degli elettrodomestici, i sistemi di trasporto e di comunicazione, tutti i sistemi di automazione industriale e altri.

## Descrizione
I dispositivi elettromeccanici sono quelli che hanno processi sia elettrici che meccanici. A rigor di termini, un interruttore azionato manualmente è un componente elettromeccanico a causa del movimento meccanico che provoca un'uscita elettrica. Il termine è generalmente inteso come riferito a dispositivi che coinvolgono un segnale elettrico per creare un movimento meccanico, o viceversa un movimento meccanico per creare un segnale elettrico. Spesso coinvolgono principi elettromagnetici come nei relè, che consentono a una tensione o corrente di controllarne un altro, tensione o corrente del circuito generalmente isolate commutando meccanicamente gruppi di contatti e solenoidi, mediante i quali una tensione può azionare un collegamento mobile come nelle elettrovalvole.
Prima dello sviluppo dell'elettronica moderna, i dispositivi elettromeccanici erano ampiamente utilizzati in complicati sottosistemi di parti, tra cui macchine da scrivere elettriche, teleprinter, orologi, sistemi televisivi iniziali e i primissimi computer digitali elettromeccanici.

## Ambito
Scienza che studia le applicazioni e soluzioni elettromeccaniche, nelle quali l'energia elettrica si trasforma in un movimento meccanico di qualsiasi tipo o che muta l'energia meccanica in energia elettrica.
Negli ultimi trent'anni del XX secolo, le apparecchiature che avrebbero generalmente utilizzato dispositivi elettromeccanici sono diventate meno costose. Questa apparecchiatura è diventata più economica perché utilizzava circuiti di microcontrollore integrati in modo più affidabile contenenti in definitiva pochi milioni di transistor e un programma per svolgere lo stesso compito attraverso la logica. Con componenti elettromeccanici c'erano solo parti mobili, come attuatori meccanici elettrici. Questa logica più affidabile ha sostituito la maggior parte dei dispositivi elettromeccanici, poiché qualsiasi punto in un sistema che deve fare affidamento sul movimento meccanico per un corretto funzionamento avrà inevitabilmente un'usura meccanica e alla fine fallirà. I circuiti elettronici progettati correttamente senza parti mobili continueranno a funzionare correttamente quasi indefinitamente e vengono utilizzati nella maggior parte dei semplici sistemi di controllo del feedback. I circuiti senza parti in movimento compaiono in un gran numero di elementi, dai semafori alle lavatrici.
Un altro dispositivo elettromeccanico sono i dispositivi piezoelettrici, ma non usano principi elettromagnetici. I dispositivi piezoelettrici possono creare suoni o vibrazioni da un segnale elettrico o creare un segnale elettrico da suoni o vibrazioni meccaniche.

### Sistemi microelettromeccanici
I sistemi microelettromeccanici (MEMS) hanno radici nella rivoluzione del silicio, che può essere fatta risalire a due importanti invenzioni di semiconduttori al silicio del 1959: il chip del circuito integrato monolitico (IC) di Robert Noyce presso Fairchild Semiconductor e il MOSFET (metallo-ossido-semiconduttore transistor ad effetto di campo, o transistor MOS) di Mohamed M. Atalla e Dawon Kahng presso Bell Labs. Il ridimensionamento dei MOSFET, la miniaturizzazione dei MOSFET sui chip IC, ha portato alla miniaturizzazione dell'elettronica (come previsto dalla legge di Mooree ridimensionamento di Dennard). Ciò ha gettato le basi per la miniaturizzazione dei sistemi meccanici, con lo sviluppo della tecnologia di micromachining basata su dispositivi a semiconduttore al silicio, poiché gli ingegneri hanno iniziato a rendersi conto che i chip di silicio e i MOSFET potevano interagire e comunicare con l'ambiente circostante e processare cose come sostanze chimiche, movimenti e luce. Uno dei primi sensori di pressione al silicio è stato isotropicamente micromachinato da Honeywell nel 1962. [8]
Un primo esempio di un dispositivo MEMS è il transistor risonante-gate, un adattamento del MOSFET, sviluppato da Harvey C. Nathanson nel 1965.  Negli anni 1970 ai primi anni 1980, un numero di MOSFET microsensori sono stati sviluppati per la misurazione fisica, parametri chimici, biologici e ambientali. All'inizio del XXI secolo, sono state condotte ricerche sui sistemi nanoelettromeccanici (NEMS).